# کاراپت یغیازاریان
کاراپت قاریبی یغیازاریان (ارمنی: Կարապետ Ղարիբի Եղիազարյան; انگلیسی: Karapet Yeghiazaryan؛ ۷ مارس ۱۹۳۲ – ۳ فوریه ۲۰۰۶) یک نقاش اهل ارمنستان بود. 
عنوان افتخاری نقاش مردمی ارمنستان شوروی سال ۱۹۸۳ به وی اعطا گردید. یغیازاریان در سال ۱۹۵۳ از کالج دولتی هنرهای زیبای پانوس ترلمزیان فارغ‌التحصیل شد. وی همچنین در سال ۱۹۵۹ از مدرسه عالی هنری صنعتی موخینای لنینگراد فارغ‌التحصیل شد. دختر وی آنوش یغیازاریان نیز نقاش است.